# Gare de Froncles
Gare de Froncles vasútállomás Franciaországban, Froncles településen.

## Vasútvonalak
Az állomást az alábbi vasútvonalak érintik:
- Blesme-Haussignémont-Chaumont-vasútvonal

## Kapcsolódó állomások
A vasútállomáshoz az alábbi állomások vannak a legközelebb:
- Gare de Gudmont
- Gare de Vignory
- Gare de Donjeux